# Vela guaira
La vela guaira (en anglès gunter sail) és una variant de la vela cangrea en la que el pic de la vela treballa en posició gairebé vertical, paral·lel al pal. Per a mantenir el pic vertical, s'empra una maniobra que en anglès s'anomena gunter.

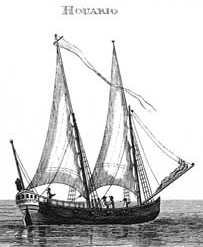
Houario

## Usos i avantatges de la vela guaira
Un vaixell amb vela guaira es diu aparellat de guaira. Aquest aparell s'utilitza normalment en petites embarcacions de vela àurica, com ara bots i canoes de vela. El pic gairebé vertical funciona com una extensió del pal; així s'aconsegueix una vela triangular, imitant la major d'un aparell marconi. L'efecte és com tenir un masteler (el pic), que és una extensió pseudo telescòpica del pal. Així, el pal pot tenir unes dimensions reduïdes, la qual cosa facilita el muntatge, desmuntatge, emmagatzematge i transport.

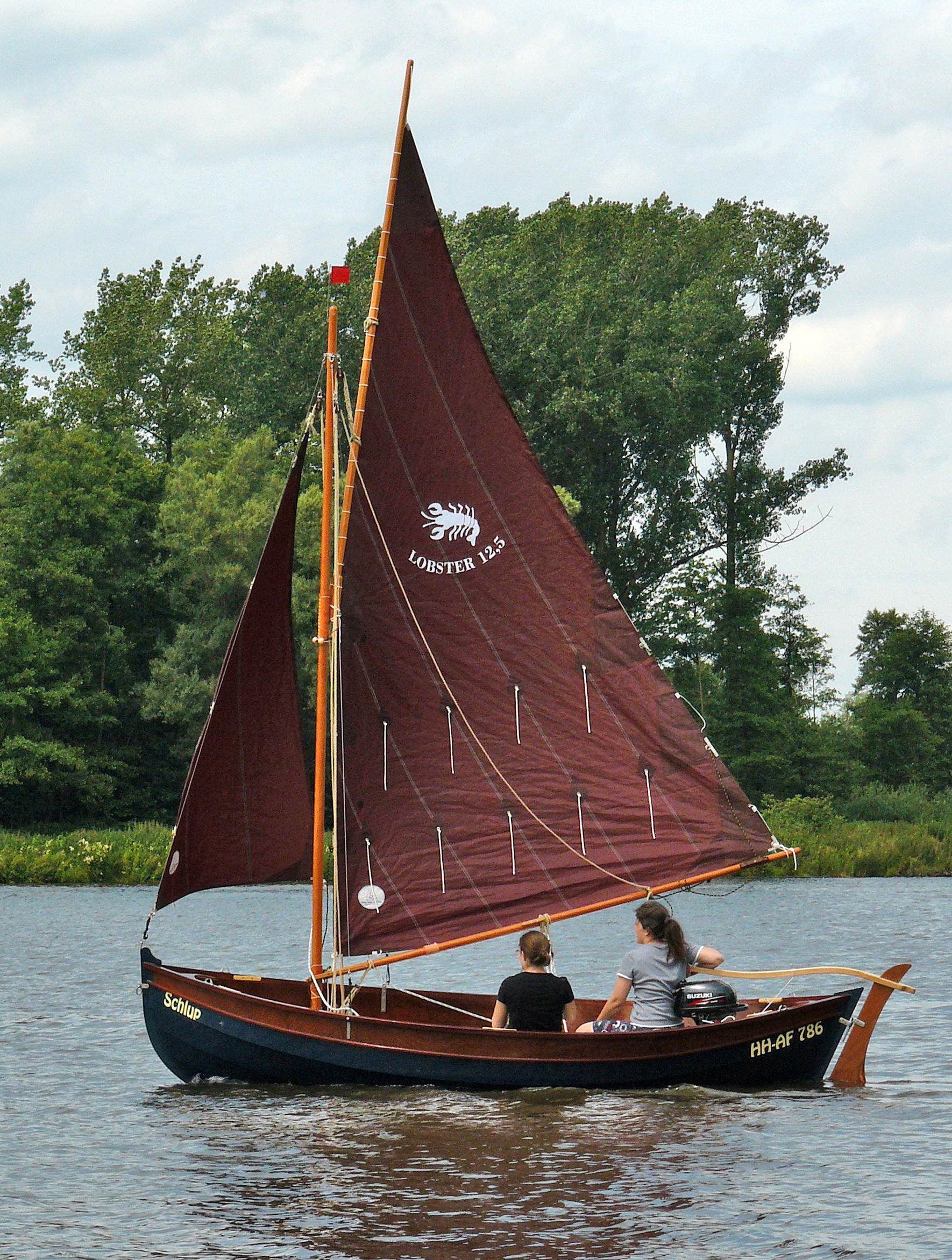
Veler monotipus Lobster 12.5 amb vela mestra guaira

## Configuració de l'aparell
Hi ha dues configuracions principals de l'aparell, segons com sigui la maniobra que manté vertical el pic:
1) El gunter és un cable que va des d'un punt proper a l'extrem del pic fins a un punt proper a la boca del pic. Un bossell llisca al llarg d'aquest cable, i a aquest bossell s'hi aferma una drissa; aquesta drissa permet que el pic s'elevi fins a la vertical. Es necessita també una altra drissa a la boca del pic per controlar l'altura.
2) El gunter és un anell o abartrell que uneix el pic al pal en posició gairebé vertical; aquest anell llisca amunt i avall del pal. La drissa, que en aquest cas és única, s'aferma a la boca del pic, per controlar-ne l'altura.

## Maniobra d'una vela guaira
D'ara endavant, diferenciarem els dos tipus d'aparell anomenant-los de drissa única i de drissa doble. El pic de la guaira de drissa única roman sensiblement vertical quan fem vela amunt, mentre que el pic de la guaira de drissa doble puja pel pal més horitzontalment, de forma semblant al d'una vela cangrea.
També cal assenyalar que mentre que el terme verga s'empra normalment per anomenar una perxa que creua el pal i el terme pic per anomenar una perxa que es subjecta al pal per l'extrem de proa sense encreuar-se amb ell, parlant de vela guaira sovint s'empren verga i pic com a sinònim.

### Maniobra de l'aparell amb drissa única
1. Fixar, sense estrènyer però, el pic al pal en posició vertical, paral·lel a aquest, ja sigui amb un cèrcol o amb abartrell, perquè llisqui lliurement fins a l'altura desitjada, i assegurar-se que la vela està aferrada al pic.
2. Assegurar la boca del pic al pal.
3. Afermar la drissa de boca a la boca del pic.
4. Hissar la boca del pic fins a l'altura desitjada i afermar.
5. Emprant el mecanisme d'agafar rissos que es tingui, recollir l'excés de vela que hagi quedat a la part inferior sobre la botavara (si n'hi ha) o enrotllar-lo al faldar si la vela és de faldar lliure.

### Maniobra de l'aparell amb drissa doble
Una drissa, la drissa de pic, té un bossell, que de vegades pot ser només un grilló, que permet que el gunter (cable paral·lel al pic i fixat a la seva part superior en dos punts) elevi el pic en posició vertical contra el pal i paral·lel a ell. L'altra, la drissa de boca, s'utilitza per a pujar o baixar la boca del pic.
El funcionament és el següent: 
1. Afermar la drissa de pic en el dispositiu de lliscament en el “gunter”.
2. Fermar la drissa de boca a la boca del pic.
3. Assegurar al voltant del pal, de banda a banda de la boca del pic.
4. Elevar el pic fins a la vertical amb la drissa de pic i afermar-lo.
5. Hissar la boca amb la drissa de boca fins a l'altura desitjada i afermar.
6. Emprant el mecanisme d'agafar rissos que es tingui, recollir l'excés de vela que hagi quedat a la part inferior sobre la botavara (si n'hi ha) o enrotllar-lo al faldar si la vela és de faldar lliure.
7. Ajustar la tensió en el gràtil de la vela mitjançant la drissa de la gola, el cap d'amura o qualsevol combinació d'aquests.

## Distinció entre vela guaira i vela cangrea
Al llarg del temps els dos termes s'han utilitzat sovint amb cert “intercanvi”. La possible confusió es produeix quan el pic d'una vela cangrea treballa molt vertical. Mentre que un aparell de cangrea autèntic té el pic formant un angle més o menys obert amb el pal, hi ha força bastiments petits (com els bots Heron, per exemple) que tenen pics lleugers que s'hissen en posició gairebé vertical mitjançant una única drissa afermada vora el punt mitjà del pic. Això els dona un aspecte molt semblant a una vela guaira quan el vaixell ja està aparellat. No obstant això, no tenen el component que llisca sobre un cable ni el pic penjat d'un abartrell. Són veles cangrees, no guaires.
Això no obstant, la vela d'aquestes petites embarcacions sovint s'han anomenat tant cangrea com guaira, emprant d'una forma lliure els dos termes. És probable que la fluïdesa del llenguatge permeti emprar-los amb correcció en petites embarcacions, però per a embarcacions més grans caldria aplicar els termes de forma més rigorosa.